# Gouvernement Iouchtchenko
Ukraine
Poustovoïtenko Kinakh
Le gouvernement Iouchtchenko est le gouvernement ukrainien formé le 22 décembre 1999 et ayant démissionné le 31 mai 2001.

## Historique

### Formation
Le gouvernement est nommé en novembre 1999.

### Dissolution
Le 26 avril 2001, le gouvernement est censuré.

## Composition
| Fonction                                                   | Titulaire | Titulaire                                                | Parti |
| ---------------------------------------------------------- | --------- | -------------------------------------------------------- | ----- |
| Premier ministre                                           |           | Viktor Iouchtchenko                                      | Sans  |
| Premier vice-Premier ministre                              |           | Iouriï Iekhanourov                                       | NDP   |
| Vice-Première ministre chargé du Carburant et de l'Énergie |           | Ioulia Tymochenko                                        | VOB   |
| Vice-Premier ministre                                      |           | Mykhailo Hladiy                                          | Sans  |
| Vice-Premier ministre                                      |           | Borys Tarasyouk (jusqu'au 02/10/2000) Mykola Schoulynsky | Sans  |
| Ministre des Affaires étrangères                           |           | Anatoliy Zlenko                                          | Sans  |
| Ministre de l'Économie                                     |           | Serhiï Tihipko (jusqu'en 09/08/2000)                     | TU    |
| Ministre de l'Économie                                     |           | Vassyl Rohovy                                            | Sans  |
| Ministre de l'Intérieur                                    |           | Youry Kravchenko (jusqu'au 21/03/2001) Youri Smirnov     | Sans  |
| Ministre de la Défense                                     |           | Oleksandr Kouzmouk                                       | Sans  |
| Ministre de la Justice                                     |           | Siouzanna Stanik                                         | Sans  |
| Ministre de l'Agriculture                                  |           | Ivan Kyrylenko                                           | VOB   |
| Ministre de la Santé                                       |           | Raïssa Bogatyrova (jusqu'en 01/2000)                     | SPU   |
| Ministre de la Santé                                       |           | Vitaly Moskalenko                                        | Sans  |
| Ministre des Finances                                      |           | Ihor Mityoukov                                           | Sans  |
| Ministre du Travail et de la Politique sociale             |           | Ivan Sachan                                              | Sans  |
| Ministre de la Protection civile                           |           | Ihor Mityoukov                                           | Sans  |
| Ministre de la Culture et des Arts                         |           | Bohdan Stoupka                                           | Sans  |
| Ministre de l'Environnement et des Ressources naturelles   |           | Ivan Sayez                                               | NRU   |
| Ministre des Transports                                    |           | Leonid Kostyouchenko                                     | Sans  |
| Ministre de l'Énergie et du Carburant                      |           | Serhiy Touloub Serhiy Yermilov Stanislav Stashevsky      | Sans  |
| Ministre de la Politique industrielle                      |           | Serhi Yermilov                                           | Sans  |
| Ministre de l'Éducation                                    |           | Vassyl Kremen                                            | Sans  |